# Apollo Hotel Amsterdam

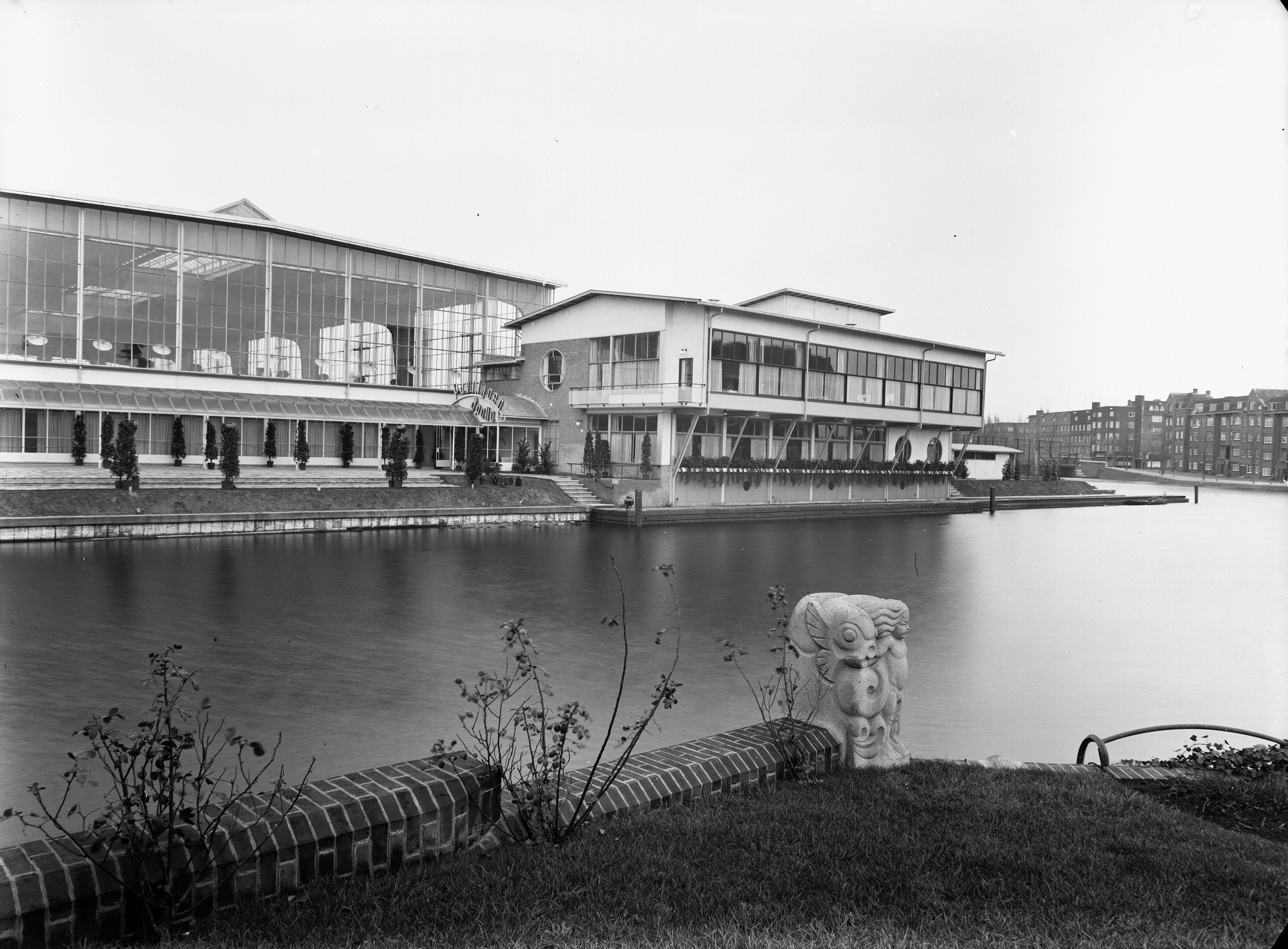
Cafe-restaurant Paviljoen Apollo in 1934

Het Apollo Hotel Amsterdam, a Tribute Portfolio is een viersterrenhotel aan de Stadionweg en de Apollolaan in Amsterdam-Zuid. Het hotel heeft 223 kamers. Het hotel ligt aan het Noorder Amstelkanaal en heeft aanlegsteigers voor boten aan de Kom, een vijfsprong van grachten. Het hotel huisvest de restaurants de Harbour Club en Bodon, vernoemd naar de architect.

## Geschiedenis
De oorsprong van het Apollo Hotel lag bij het café-restaurant Apollo Paviljoen aan de Apollolaan en het Zuider Amstelkanaal. Dit restaurant werd geopend in 1934. De architect Albert Boeken ontwierp in samenwerking met architect W. Zweedijk dit restaurant en de naastgelegen sporthal, de Apollohal.
In 1961 breidde het Apollo Paviljoen uit met het 65 kamers tellende Apollo Hotel. Architect Alexander Bodon ontwierp dit hotel. Later, in 1969 en 1975, was hij ook verantwoordelijk voor de uitbreiding van het hotel.
In 1995 was het Apollo Hotel toegetreden tot de Le Méridien-hotelgroep. Sinds 2006 maakt het hotel deel uit van Apollo Hotels & Resorts, een dochter van European Hotel Management. Van 2006 tot 2009 gebruikte het Apollo Hotel onder een franchise-formule de merknaam Golden Tulip, sinds januari 2010 noemt het zich op deze wijze een Wyndham Hotel.
Het gebouw is een gemeentelijk monument. Het oorspronkelijke gedeelte van het Apollo Paviljoen behoort tot het rijksmonument Apollohal. Vanaf 2000 was in het Apollo Paviljoen het visrestaurant La Sirène gevestigd, in 2017 opgevolgd door Bodon.
In december 2019 moest restaurant Bodon zijn deuren sluiten.